# Langourla
Langourla (Gallo: Langórlàè, bretonisch Langourlae) ist eine Ortschaft und eine Commune déléguée in der französischen Gemeinde Le Mené mit 536 Einwohnern (Stand 1. Januar 2022) im Département Côtes-d’Armor in der Region Bretagne. Die Einwohner werden Langourlaciens/Langourlaciennes genannt.

## Geographie
Langourla liegt etwa 36 Kilometer südöstlich von Saint-Brieuc und rund 50 Kilometer südwestlich von Saint-Malo in der Osthälfte des Départements Côtes-d’Armor.

## Geschichte
Erste Siedlungsspuren stammen aus der Jungsteinzeit. Der Menhir von La Coudre ist ein Zeugnis dieser Zeitepoche. Der Römerweg von Vannes nach Corseul führte durch die Gemeinde.
Südlich von La Plançonnais wurden Überreste eines Gebäudes aus gallo-römischer Zeit gefunden. Im Wald von La Rouvraie wurden Spuren einer Ringmauer mit einem Wassergraben entdeckt. Die Siedlung Langourla wurde mit heutigem Namen erstmals im Jahr 1211 erwähnt. In einer Schenkungsurkunde von 1239 fand sich der Name eines Kreuzritters namens Robert de Langourla. Ortsnamen wie l’Hôpital und Ville-Dée (auch Villedieu genannt) lassen eine Präsenz der Templer und der Johanniter vermuten. Im Mittelalter hatte die Siedlung eine Markthalle und Marktstände. Die Herren von Langourla unterstanden den Grafen von Porhoët. Die Gemeinde gehörte von 1793 bis 1801 zum Distrikt Broons und war Hauptort des Kantons Langourla. Von 1801 bis 1926 war sie Teil des Arrondissements Loudéac und seither Teil des Arrondissements Dinan. Von 1801 bis 2015 war sie eine Gemeinde des Kantons Collinée.
Mit Wirkung vom 1. Januar 2016 entstand aus der Fusion aller sieben Gemeinden des Gemeindeverbandes Communauté de communes du Mené die neue Gemeinde Le Mené, zu der Langourla gehört. Die Gemeinde Langourla gehörte zum Arrondissement Dinan und zum Kanton Plénée-Jugon.

### Bevölkerungsentwicklung
Die Zahl der Bewohner blieb zwischen 1793 und 1821 stabil. Danach folgte eine – nur von zeitlich begrenzten Rückgängen – lange Wachstumsphase bis ins Jahr 1876 (1821–1876: +37,3 %). Bis zum Beginn des Ersten Weltkriegs stagnierte die Bevölkerung bei stets mehr als 1.500 Personen (1876: 1.586, 1911: 1.593). Als Folge der zahlreichen Gefallenen und der Grippewelle von 1918 sank die Zahl der Bewohner zwischen 1911 und 1921 um 242 Menschen (−15,2 %). Zwischen den beiden Weltkriegen stabilisierte sich dann die Einwohnerzahl. Doch mit dem Beginn des Zweiten Weltkriegs begann eine bis heute andauernde starke Landflucht (1936–2012: −59,9 %).
| Jahr                       | 1962 | 1968 | 1975 | 1982 | 1990 | 1999 | 2006 | 2013 |
| Einwohner                  | 967  | 895  | 765  | 690  | 631  | 609  | 627  | 522  |
| Quellen: Cassini und INSEE |      |      |      |      |      |      |      |      |

## Sehenswürdigkeiten
- Château de Coëlan (Schloss, erbaut 1870)
- Kirche Saint-Pierre, erbaut 1869
- Turm der Kapelle Saint-Eutrope aus dem 16. Jahrhundert
- Kapelle Saint-Joseph in Saint-Joseph (erbaut im 18. Jahrhundert, restauriert 1818, umgebaut 1905/1906)
- Kapelle Saint-Georges aus dem 18. Jahrhundert in Blanc-Mouton
- Kapelle Saint-Gilles-des-Prés (erbaut 1911)
- Kreuz von Le Bois de Coëlan
- mehrere Herrenhäuser: Manoir Blanc-Mouton (17. Jahrhundert), Manoir de Coëcard (18. Jahrhundert), Manoir de la La Plançonnais (17. Jahrhundert) und Manoir de Saint-Joseph (auch Gentilhommière genannt, 18. Jahrhundert)
- alte Häuser in La Plançonnais (17. Jahrhundert) und La Huchardais (18. Jahrhundert)
- Pfarrhaus aus dem Jahr 1699
- mehrere Mühlen
- Menhir von La Coudre aus der Jungsteinzeit
- Lavoir (ehemaliges Waschhaus) in Langourla
- Tumulus von La Cocantine
- Teich südlich des Dorfes
- alte Eiche bei der Kapelle Saint-Joseph
- Denkmal für die Gefallenen[1]

Quelle:

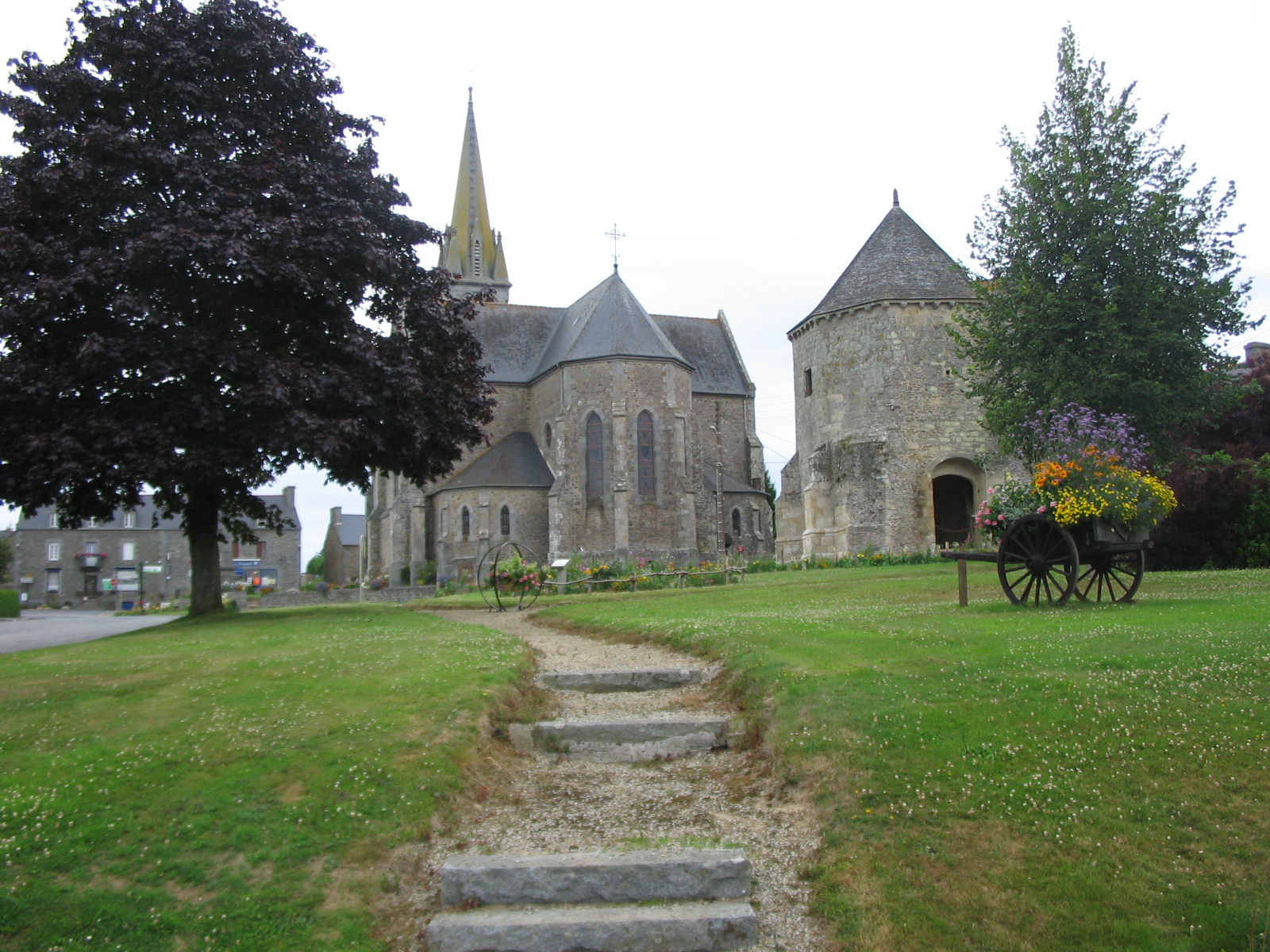
Kirche Saint-Pierre mit Turm von Saint-Eutrope
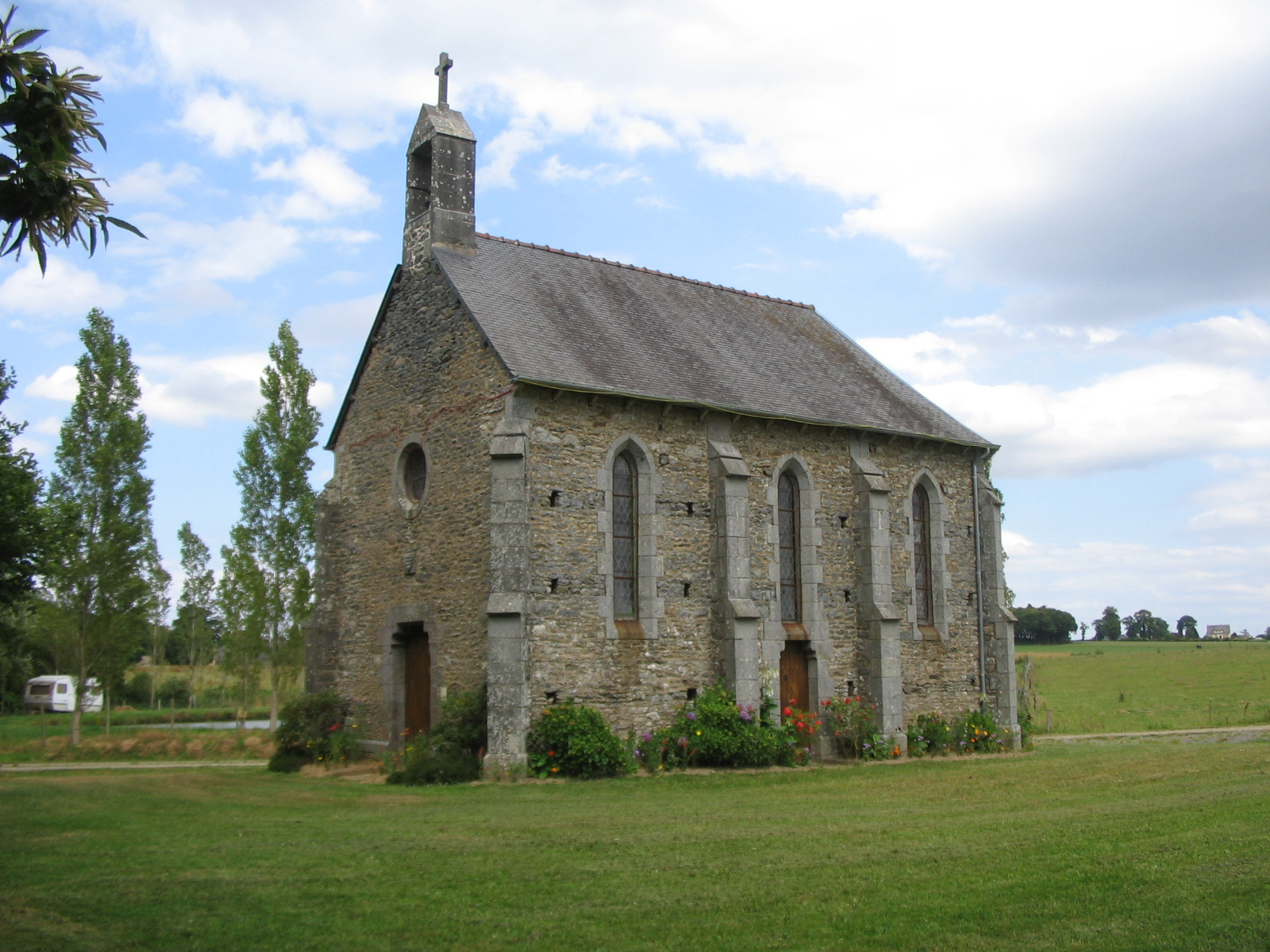
Kapelle Saint-Gilles-des-Prés
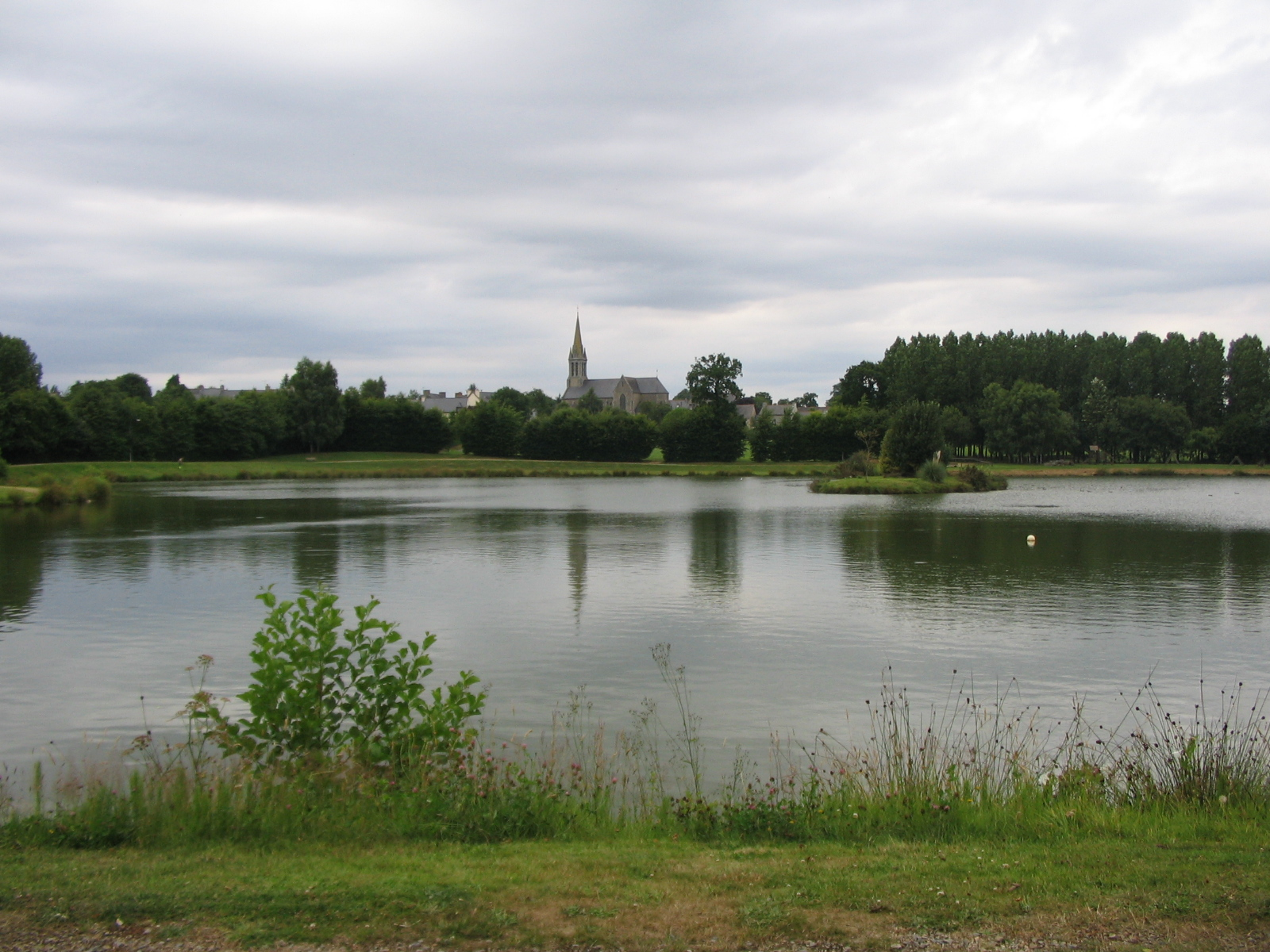
Teich von Langourla